# エリザベト訪問
エリサベト訪問（エリザベトほうもん）とは、キリスト教において、おとめマリアがエリサベトを訪問したこと（ルカ福音書1:39-56）。またそのことを記念する典礼暦における祝日（5月31日、もと7月2日）である。
カトリックでは、ロザリオの祈りを唱える際、喜びの玄義のうち第2のものとして黙想されるできごとである。

## 福音書における記述
マリアは、エリサベトが身ごもって6か月になることを受胎告知の折に告げられて、出かけてエリサベトを訪ねていった。エリサベトと胎内の子（洗礼者ヨハネ）は聖霊に満たされ、エリサベトはマリアを祝福した。マリアはマニフィカトを歌って主を賛美し、エリサベトのもとに3か月ほど滞在した。